# United States of Whatever
United States of Whatever – piosenka napisaną przez Liama Lyncha jako utwór z płyty Fake Songs z 2003 roku. Był to jedyny singel z tej płyty. Piosenka została napisana na jego debiut w programie komediowym Sifl and Olly w 1999 roku.
Piosenka została wpisana do Księgi Rekordów Guinnessa jako najkrótsza piosenka z pierwszego miejsca w Wielkiej Brytanii i USA pokonując nagranie The Vines Highly Evolved z tego samego roku.